# Fättjarn
Fättjarn (sydsamiska Faahtjere) är en sjö i Vilhelmina kommun i Lappland och ingår i Ångermanälvens huvudavrinningsområde. Sjön är 46,3 meter djup, har en yta på 9,31 kvadratkilometer och är belägen 557 meter över havet. Sjön avvattnas av vattendraget Vojmån.

## Delavrinningsområde
Fättjarn ingår i det delavrinningsområde (724646-147112) som SMHI kallar för Utloppet av Fättjarn. Medelhöjden är 687 meter över havet och ytan är 64,3 kvadratkilometer. Räknas de 38 avrinningsområdena uppströms in blir den ackumulerade arean 371,36 kvadratkilometer. Vojmån som avvattnar avrinningsområdet har biflödesordning 2, vilket innebär att vattnet flödar genom totalt 2 vattendrag innan det når havet efter 434 kilometer. Avrinningsområdet består mestadels av skog (67 procent) och kalfjäll (17 procent). Avrinningsområdet har 9,31 kvadratkilometer vattenytor vilket ger det en sjöprocent på 14,5 procent.